# Polvo dentífrico

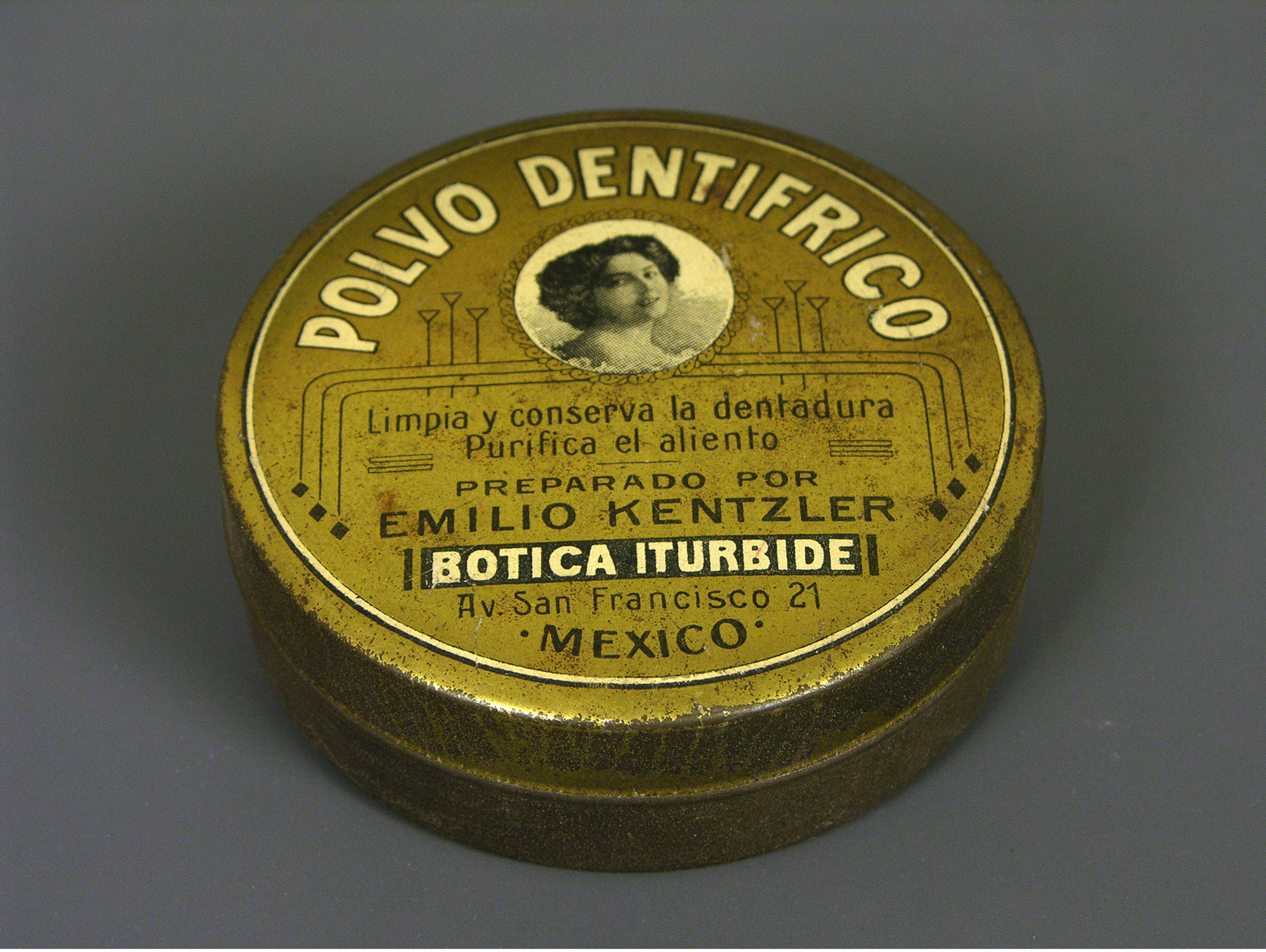
Polvo dentífrico de la marca Botica Iturbide (comienzos del, México) de la colección permanente del Museo del Objeto del Objeto.

El polvo dentífrico es un agente utilizado con el cepillo de dientes para limpiar y pulir los dientes naturales. Muchos dentífricos se han producido a lo largo de los años, recurriendo a diferentes estrategias de mercadeo, como por ejemplo promover su capacidad para aclarar el color de los dientes. 

## Características

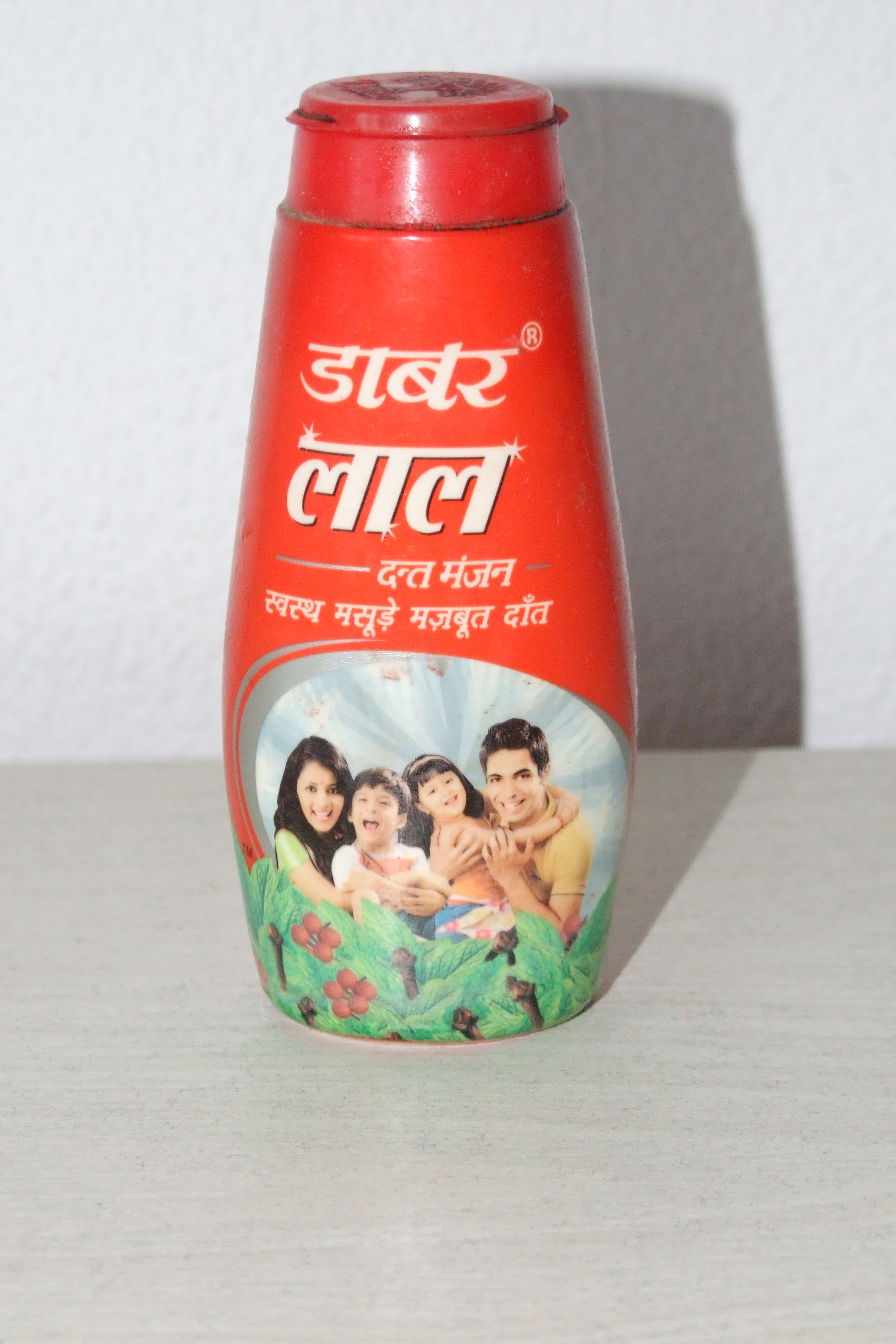
Polvo dentífrico rojo de la India

El polvo dentífrico ya era utilizado por los antiguos romanos para limpiar y aclarar sus dientes, para fijarlos cuando se les aflojaban, para reforzar las encías, y para aliviar el dolor de muelas. Ellos preparaban el polvo dentífrico con diversas substancias, tales como polvos de hueso, pezuñas, y cuernos de ciertos animales; cangrejos; ostras y caparazón de murex; y cáscara de huevo. Estos ingredientes eran molidos hasta obtener un polvo muy fino, a veces luego de haber sido puestos al fuego.  Algunas versiones contenían miel, mirra molida, salitre, sal, y cornamenta de ciervo, que se agregaban luego de haber realizado el proceso inicial de pulverización. Plinio el viejo menciona el uso de piedra pómez machacada como dentífrico. Podría decirse que la mención más conocida del cuidado de los dientes entre los romanos se encuentra en una carta de Apuleyo, quien se queja de que usar polvo de dientes no es nada de lo que avergonzarse, especialmente en comparación con las "cosas absolutamente repulsivas que hacen en España." Apuleyo cita a Catulo al decir que usaría su propia orina "para lavarse los dientes y las encías rojas".
En 1924, se extraía tierra de diatomeas para usarla como polvo para dientes. En los tiempos modernos, el bicarbonato de sodio ha sido el polvo dental más utilizado.
El uso de sustancias en polvo como carbón vegetal, ladrillo y sal para lavarse los dientes ha estado históricamente muy extendido en India, especialmente en las zonas rurales. El polvo dental moderno se ha posicionado como un sustituto rentable de la pasta de dientes, ya que se puede aplicar con el dedo índice sin requerir el uso de un cepillo de dientes.